# Dietrich (Polen)
Dietrich (polnisch Dytryk; * um 995; † nach 1033) war Herzog und Mitregent von Polen um 1033. Er entstammte dem Adelsgeschlecht der Piasten.

## Leben
Dietrich war ein Enkel des polnischen Herzogs Mieszko I. (reg. 960–992) und dessen zweiter Ehefrau Oda von Haldensleben. Sein Vater war einer von deren Söhnen, entweder Mieszko oder Swantopolk, Halbbrüder des amtierenden polnischen Königs Mieszko II. Lambert (reg. 1025–1034).
Dietrich trat 1033 am Hoftag des Heiligen Römischen Reiches zu Merseburg als Prätendent auf den polnischen Thron auf und wurde von Kaiser Konrad II. neben Mieszko II. Lambert und dessen Bruder Otto als Mitregent in Polen eingesetzt. Es ist unter den Historikern strittig, ob Dietrich das Gebiet Polens jemals betreten hatte. Es ist anzunehmen, dass er sich  bestenfalls an der pommerschen Peripherie halten konnte und damit außerhalb des eigentlichen Polen. Wenige Monate nach der Einsetzung verstarb der Mitregent Otto und Mieszko Lambert trat wieder als Alleinherrscher auf.